# La Côte dorée
La Côte dorée est un roman de science-fiction de l'auteur américain Kim Stanley Robinson paru en 1988 sous le titre anglais de The Gold Coast. C'est le deuxième tome de la trilogie Orange County (en). Le premier tome est Le Rivage oublié et le troisième, Lisière du Pacifique.

## Éditions
- La version originale en anglais est parue en 1988 chez Tor Publishing[2].
- La traduction française, réalisée par Emmanuel Jouanne, est parue l'année suivante chez J'ai Lu dans la collection Science-fiction[3].

## Résumé
Le premier roman de cette trilogie décrivait une Californie post-apocalyptique, celui-ci décrit un avenir dystopique où la Californie est le paradis de tous les excès. Des autoroutes urbaines sur plusieurs niveaux, pollution, drogues, surconsommation et problèmes sociaux caractérisent cet avenir. 
Le roman nous décrit cette société à travers le regard de Jim McPherson et d'un groupe de personnes qui gravite autour de lui. On découvre leurs frustrations, leurs espérances, leurs difficultés à faire certains choix moraux et à trouver leurs places dans cette société.  
C'est l'occasion pour Kim Stanley Robinson d'évoquer les thèmes qui lui sont chers comme l'écologie, l'urbanisation, les problèmes sociaux. On y découvre aussi une description de l'évolution du Comté d'Orange au fil du temps.